# Tripogon ravianus
Tripogon ravianus är en gräsart som beskrevs av Sunil och Pradeep. Tripogon ravianus ingår i släktet Tripogon och familjen gräs. Inga underarter finns listade i Catalogue of Life.